# 五色筆
五色筆，是古代中國傳說中有法力的仙筆。關於五色筆的故事，有兩種說法。
第一種說法（一枝下筆成章的筆）：
南朝．梁．鍾嶸《詩品．齊光祿江淹》：才子江淹以其出眾文采稱著於世。晚年時，他在夢中遇見一位叫郭璞的人。他對江淹說：「我的筆在你這裡多年，請你現在把它還我。」於是江淹便從懷裡掏出一支五色筆給他，他本人也在交筆同時醒過來。後來江淹發現自己再也沒法作詩。「江郎才盡」這個成語也是從此而來。
第二種說法（一枝讓畫中事物成真的筆）：
有個叫廉廣的人在泰山採藥時，從一名隱士手中接下一枝筆，凡是用這枝筆畫出來的事物都會從畫中跑出來變成真的東西。可是廉廣也因為這枝筆而被人認為是懂妖術的人，結果被關進牢獄。後來他聽了隱士在夢中的提議，畫中一只巨鳥並成功越獄；當他降落在泰山時，隱士出現在他面前並感歎道：「我在帶給你福運的同時，也為你招來災禍。」最後隱士把筆要回去，並從廉廣身邊離開了。